# Ingoesjetië
Ingoesjetië (Ingoesjetisch: ГӀалгӀай Мохк, Ghalghaj Mochk; Russisch: Республика Ингушетия, Respoeblika Ingoesjetia) is een autonome republiek van de Russische Federatie. De republiek bevindt zich in de Noordelijke Kaukasus, tussen de buurrepublieken Tsjetsjenië in het oosten en zuiden en Noord-Ossetië in het westen. In termen van gebied is Ingoesjetië na bezetting van verschillende volkeren de kleinste van Ruslands deelgebieden met uitzondering van de twee federale steden, Moskou en Sint-Petersburg. Het land werd opnieuw opgericht op 4 juni 1992 nadat de Tsjetsjeens-Ingoesjetische ASSR werd opgesplitst in twee. De hoofdstad is sinds juli 2003 Magas (daarvoor: Nazran) en er woonden in 2021 ruim 500.000 mensen op een oppervlakte van bijna 3.685 km². De grootste stad is Nazran.
De naam Ingoesjetië is afgeleid van de naam van een historisch dorp Angoesjt (in 1859 hernoemd tot Tarskaja en in 1944 overgebracht naar Noord-Ossetië) en de Georgische uitgang -eti. Samen betekent het "land van de Ingoesjen".

## Geografie

Kaart van Ingoesjetië

Het gebied grenst aan het land Georgië in het zuiden en aan twee andere autonome republieken van de Russische Federatie: Noord-Ossetië (ten westen en noorden) en Tsjetsjenië (ten oosten). De lengte van noord naar zuid is 144 km en van west naar oosten is gelijk aan 72 km.

### Tijdzone
Ingoesjetië ligt in de tijdzone van Moskoutijd. Tijdverschuiving ten opzichte van UTC is +3:00.

## Geschiedenis

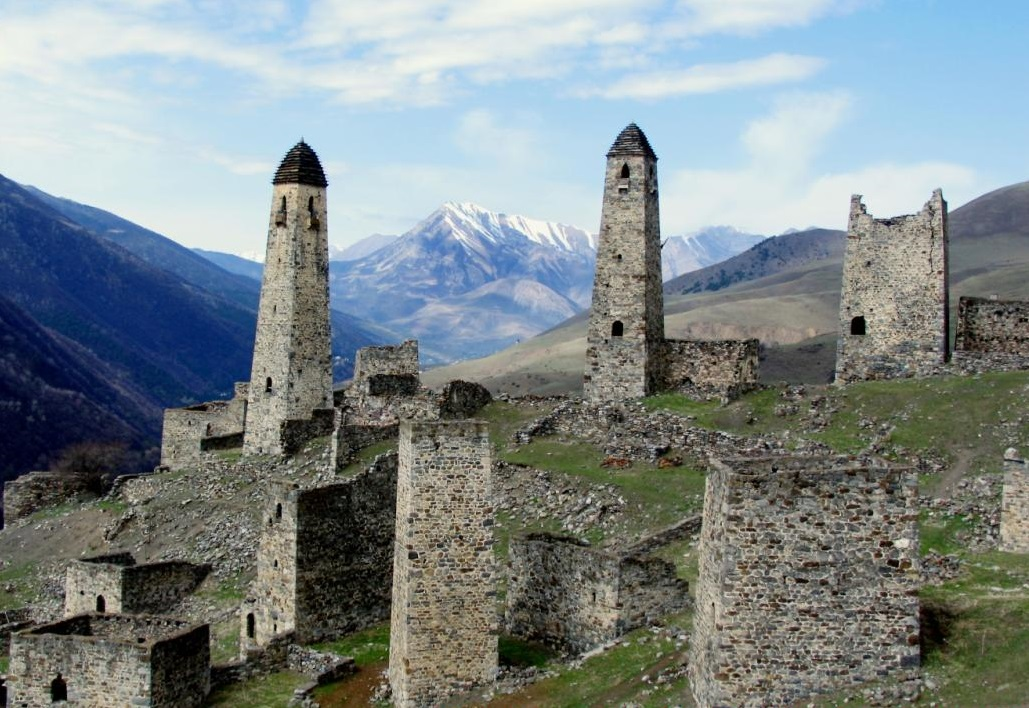
Aoel Erzi, Dzjejrachski district

Ingoesjetië, dat vaak bestempeld wordt als 'het land van torens', staat bekend om zijn middeleeuwse openluchtmuseum in de Dzjejrachski en Soenzjenski districten, waarin honderden middeleeuwse torens, crypten en sanctuaria bewaard zijn gebleven. Dit wordt bevestigd door de zelfbenaming van de Ingoesjen – Ghalghaj, wat vertaald wordt als "mensen van torens".
Ingoesjetië maakt nominaal deel uit van Rusland sinds 1810. Van 1921 tot 1924 was het een onderdeel van de Sovjetrepubliek der Bergvolkeren, die toen werd opgericht in de Kaukasus. De Ingoesjetische autonome oblast werd gevormd in 1924. Van 1934 tot 1992 was het verenigd met het aangrenzende Tsjetsjenië, waarmee het samen de Tsjetsjeens-Ingoesjetische ASSR vormde, met uitzondering van een korte periode gedurende de Tweede Wereldoorlog.
In 1944 werden de Ingoesjen door Stalin onterecht beschuldigd van samenwerking met de nazi's en hij deporteerde hierop de gehele populatie naar Centraal-Azië. Hun autonome territorium werd opgeheven en het district Prigorodni werd bij Noord-Ossetië gevoegd. Nadat de Ingoesjen in de jaren 50 waren gerehabiliteerd en toestemming hadden gekregen om huiswaarts te keren, bleef Prigorodni deel uitmaken van Noord-Ossetië en de teruggekeerde Ingoesjen kregen te maken met aanzienlijke vijandigheden van de Osseten die zich ondertussen in het gebied hadden gevestigd en de huizen van de Ingoesjen hadden ingenomen.
De spanningen explodeerden na het uiteenvallen van de Sovjet-Unie; het noordelijke deel van de Kaukasus was de plek waar zich het eerste grootschalige etnische geweld afspeelde, dat de Russische Federatie parten ging spelen. Tsjetsjenië verklaarde zichzelf in 1992 eenzijdig onafhankelijk van Rusland en sindsdien vormt Ingoesjetië een aparte autonome republiek.
Eind oktober 1992 brak een etnisch conflict uit tussen de Ingoesjen en Osseten, waarbij meer dan 600 doden vielen en dat alleen kon worden ingeperkt door de inzet van meer dan 3000 Russische parachutisten. Inzet was het Noord-Ossetische district Prigorodni, dat tot 1944 Ingoesjetisch gebied was geweest, maar bij de gedwongen deportaties aan Noord-Ossetië was toegevoegd.
De in het district wonende Ingoesjen werden tijdens de oorlog gedwongen hun huizen te verlaten. Deze vluchtelingen vormen sindsdien een groot probleem voor de Ingoesjetische regering, die al werden geconfronteerd met een woekerende werkloosheid (meer dan 50%), een zich verergerende ecologische crisis, een hoge concentratie Russische troepen, die hier gelegerd waren in verband met de oorlog in het aangrenzende Tsjetsjenië en daarbij ook nog een stroom Tsjetsjeense vluchtelingen. Ook al zijn er enkele afspraken gemaakt met Noord-Ossetië over de Ingoesjetische vluchtelingen, het conflict is hiermee nog niet opgelost.
Het militaire conflict in het naburige Tsjetsjenië sloeg nu en dan over naar Ingoesjetië. De republiek werd gedestabiliseerd door corruptie, misdaad (waaronder ontvoering van en moord op burgers door veiligheidstroepen van de regering), protesten tegen de regering, aanvallen op soldaten en officieren, Russische militaire excessen en een verslechtering van de situatie van de mensenrechten.

### Gebeurtenissen van september-december 2018
Volgens sommigen, waaronder Vladimir Zjirinovski (die hiervoor zelfs pleitte), plande de Russische overheid onder leiding van Vladimir Poetin een eenmaking van de gehele Kaukasus met als doel het besturen van de regio te vergemakkelijken. Hiervoor zou men beginnen met Tsjetsjenië en Ingoesjetië. In dat verband zou de afstand van een deel van het Ingoesjetisch grondgebied - meer bepaald het district Soenzjenski en het district Malgobekski - aan Tsjetsjenië te verklaren zijn, wat op protest stuitte van de Ingoesjetische bevolking en van het Grondwettelijk Hof van Ingoesjetië. Volgens het Hof kon de grensverlegging niet gebeuren door middel van een verdrag, maar schreef de grondwet een voorafgaand referendum voor. Desalniettemin trad op 16 oktober 2018 het verdrag in werking. Op 30 oktober 2018 stelde het Hof dat de wet van 4 oktober ongrondwettig was, en aldus geen rechtsgevolgen teweeg kan brengen. Volgens de president van Ingoesjetië, Joenoes-bek Jevkoerov, was het Grondwettelijk Hof van Ingoesjetië echter niet bevoegd om kennis te nemen van een vraag inzake de grondwettelijkheid van het verdrag. Daarom was het verdrag wel degelijk in werking getreden, aldus Jevkoerov. Jevkoerov startte daarna een procedure bij het Grondwettelijk Hof van de Russische Federatie.
Op 27 november 2018 nam het Grondwettelijk Hof van Rusland een beslissing, die op 6 december 2018 werd bekendgemaakt. Het Grondwettelijk Hof van de Russische Federatie oordeelde dat het Grondwettelijk Hof van Ingoesjetië zelf de grondwet had geschonden, aangezien de grondwet volgens haar niet toeliet om een grondwetstoetsing door te voeren met betrekking tot verdragen en overeenkomsten die reeds in werking waren getreden. Overigens zei het Russisch Grondwettelijk Hof dat de totstandkomingsprocedure van de wet wel niet werd nageleefd, maar dat het maar ging om "technische kleinigheden". Het Hof gaf echter geen antwoord op de argumenten die aangevoerd werden door Ingoesjetische volksvertegenwoordigers. Zodoende was het landsgedeelte toch overgegaan naar Tsjetsjenië.

## Grote plaatsen
Stanitsa Ordzjonikidzjevskaja; telt ruim 64.000 inwoners in 2015.

## Districten
Ingoesjetië is naast de vier stedelijke districten Karaboelak (K), Magas (H), Malgobek (M) en Nazran (N) onderverdeeld in vier districten:
- Dzjejrachski
- Malgobekski
- Nazranovski (bestaat uit 2 gebieden)
- Soenzjenski

## Bevolking
De Ingoesjen spreken Ingoesjetisch (of Ingoesj), dat behoort tot de Nach-groep van de Kaukasische talen en die naast Russisch de officiële taal is binnen het gebied.

## Economie
Als natuurlijke hulpbronnen bezit Ingoesjetië mineraalwater en aardolie. De economie is echter hoofdzakelijk op landbouw gericht.
Ingoesjetië is tot een vrije handelszone verheven.
De lokale overheid overweegt om het toerisme te ontwikkelen, maar dit is problematisch in verband met de gespannen politieke situatie in de regio.